# Equipe sul-coreana na Copa Davis
A equipe sul-coreana na Copa Davis representa a Coreia do Sul na Copa Davis, principal competição de tênis masculina por equipes do mundo. É administrada pela Korea Tennis Association.

## Última escalação
Pela fase de grupos do Finals, em setembro de 2023.
- Jisung Nam
- Minkyu Song
- Seongchan Hong
- Soonwoo Kwon
- Yun Seong Chung